# Józef Olszewski

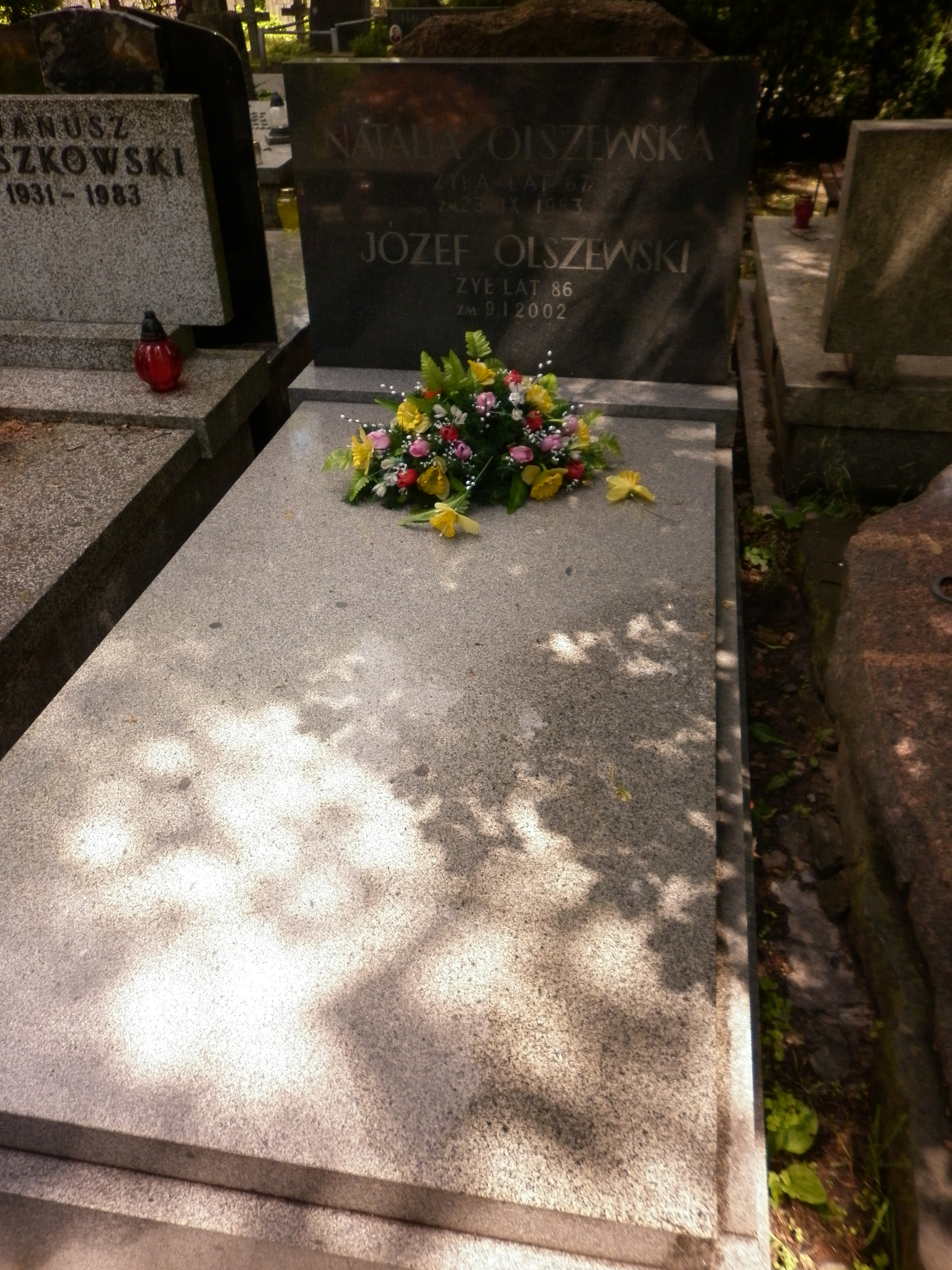
Grób Józefa Olszewskiego na cmentarzu Wojskowym na Powązkach

Józef Olszewski (ur. 3 stycznia 1916 w Łodzi, zm. 9 stycznia 2002) – polski polityk komunistyczny, ambasador RP w Czechosłowacji, poseł na Sejm PRL I, II i III kadencji.

## Życiorys
Posiadał wykształcenie średnie. Należał do Komunistycznego Związku Młodzieży Polski. W czasie II wojny światowej przebywał na terenie Związku Radzieckiego, był działaczem Związku Patriotów Polskich.
Należał do Komunistycznej Partii Polski, Polskiej Partii Robotniczej, a następnie Polskiej Zjednoczonej Partii Robotniczej. Zaliczany do „puławian” podczas walki o władzę w kierownictwie PZPR w latach pięćdziesiątych. Od 1948 do 1968 zasiadał w Komitecie Centralnym PZPR, a w latach 1957–1964 pełnił funkcję kierownika Wydziału Ekonomicznego KC PZPR. W latach 1950–1957 był I sekretarzem Komitetu Wojewódzkiego PZPR w Katowicach.
W okresie od 9 marca 1948 do 7 marca 1949 był ambasadorem RP w Czechosłowacji. Od 1952 do 1965 był posłem na Sejm PRL I, II i III kadencji, przez dwie kadencje był zastępcą przewodniczącego Komisji Przemysłu Ciężkiego, Chemicznego i Górnictwa. W latach 1964–1968 był zastępcą przewodniczącego Komisji Planowania przy Radzie Ministrów.
Był dwukrotnie żonaty. Po raz pierwszy ożenił się z Natalią, z którą miał córki: Zofię i Annę. Po śmierci żony w 1983 wziął ślub z Celiną.
Zmarł po długiej i ciężkiej chorobie 9 stycznia 2002, pochowany 18 stycznia 2002 na cmentarzu Wojskowym na Powązkach (kwatera A15-4-19).

## Ordery i odznaczenia
- Krzyż Komandorski z Gwiazdą Orderu Odrodzenia Polski (1964)[4]
- Medal im. Ludwika Waryńskiego (1986)[5]
- Krzyż Komandorski z Gwiazdą Republikańskiego Orderu Zasługi (Węgry, 1948)[6]
- Krzyż Komandorski z Gwiazdą Orderu Danebroga (Dania, 1947)[7]
- Krzyż Komandorski z Gwiazdą Orderu Lwa Białego (Czechosłowacja, 1947)[8]
- Krzyż Komandorski z Gwiazdą Orderu Zasługi Cywilnej (Bułgaria, 1946)[9]
- Order Zasługi dla Ludu ze Złotą Gwiazdą (Jugosławia, 1946)[10]